# Utrera de la Encomienda
Utrera de la Encomienda (en carballés Utreira) es una localidad española del municipio de Espadañedo, en la provincia de Zamora, comunidad autónoma de Castilla y León.

## Geografía
Pertenece a la comarca de La Carballeda y al partido judicial de Puebla de Sanabria. De entre su caserío, destaca la «iglesia de Santa María Magdalena», de origen románico tardío aunque con modificaciones posteriores, principalmente entre los siglos XVII y XVIII.

## Topónimo
Utrera podría derivar de «vultuaria», terreno elevado, aludiendo a la orografía en la que se asienta esta localidad, y así aparece mencionada en un documento de donación de 1145, por el que el rey Alfonso VII de León cedió la heredad de «Vulturera» (actual Utrera) a Miguel Pérez por los servicios prestados. El apelativo «de la Encomienda» hace referencia a que antiguamente la villa perteneció a la Orden de Malta, a cuya jurisdicción estuvo sometida hasta la supresión de los señoríos.

## Historia
Durante la Edad Media, quedó integrado en el Reino de León, cuyos monarcas habrían acometido la repoblación de la localidad dentro del proceso repoblador llevado a cabo en el oeste zamorano.
En 1145 aparece mencionada como «Vulturera» en un documento de donación del rey Alfonso VII de León. La heredad fue repartida en 1151 (esta vez como Vuitreira) entre la Orden de San Juan de Jerusalén y el monasterio de San Martín de Castañeda. Nuevamente se menciona en 1232 tras el convenio firmado entre la diócesis de Astorga y los sanjuanistas para la regulación de los derechos y regalías que ambos tienen en León y Castilla. La iglesia perteneció, como encomienda, a la orden de San Juan de Jerusalén hasta la supresión de los señoríos.
Posteriormente, en la Edad Moderna, Utrera quedó integrada en la provincia de las Tierras del Conde de Benavente y dentro de esta en la receptoría de Sanabria. No obstante, al reestructurarse las provincias y crearse las actuales en 1833, pasó a formar parte de la provincia de Zamora, dentro de la Región Leonesa, quedando integrado en 1834 en el partido judicial de Puebla de Sanabria.
Hasta el censo de 1842, aparecía como municipio independiente de Espadañedo, integrándose en éste antes de la realización del censo de 1857.